# 河北省儿童医院
河北省儿童医院 (英語：Hebei Children's Hospital，又名河北省第五人民医院、河北省儿童医院互联网医院、河北省儿科研究所)，隶属于河北省卫生健康委员会，是一所集医疗、科研、教学、预防、保健、康复为一体的大型综合三级甲等综合性儿科医院，位于中华人民共和国河北省石家庄市裕华区建华南大街133号，占地面积5万余平方米，建筑面积12万平方米。编制床位1800张，年门诊量200余万人次，年住院病人逾5万人次，现有职工2300多人。